# کاکل

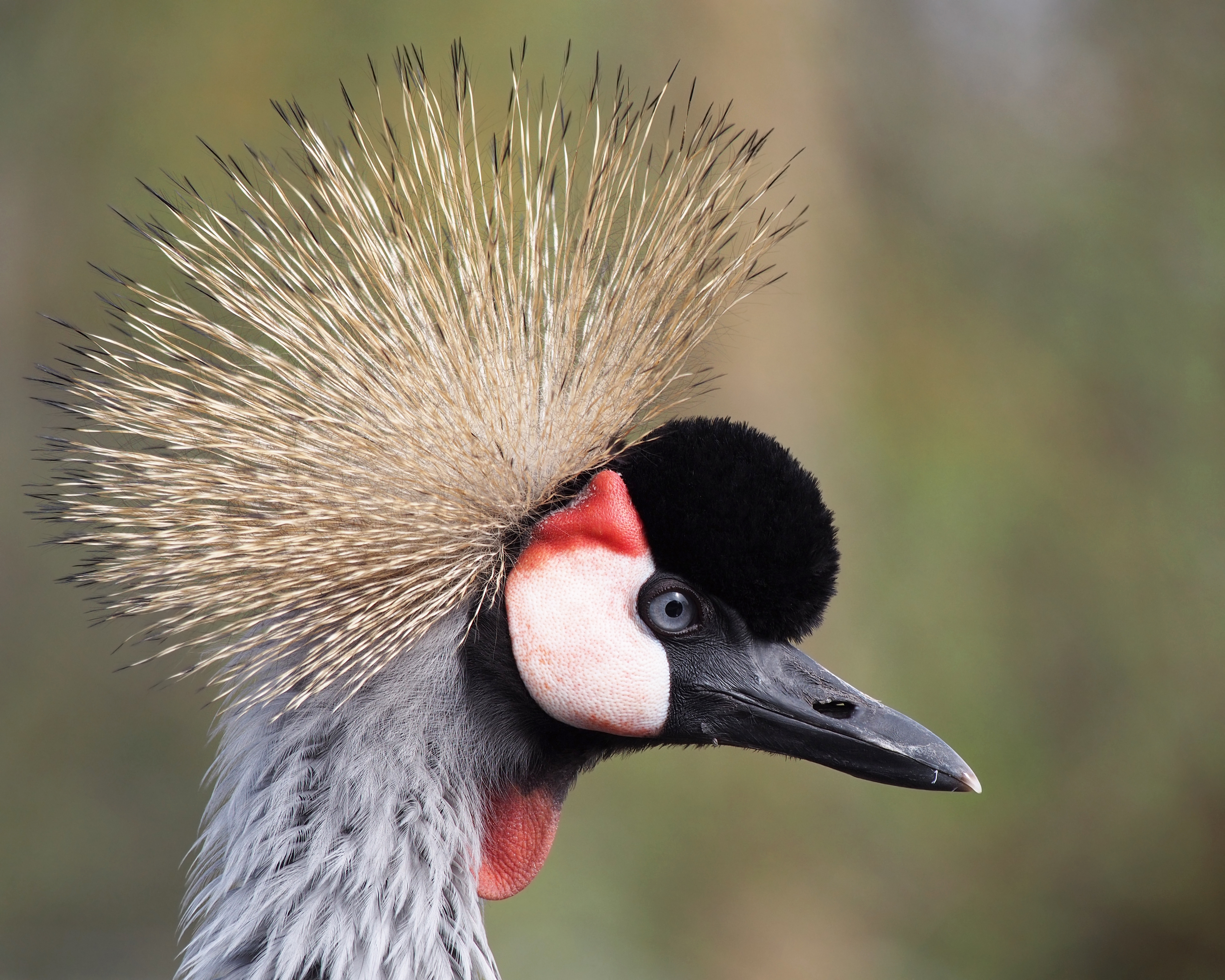
درنای تاج‌دار خاکستری - نمونه‌ای از گونه‌های پرنده کاکل‌دار

کاکل (Crest) یک ویژگی برجسته است که توسط چندین گونه پرنده و دیگر دایناسورها روی سر آنها به نمایش گذاشته شده‌است. از ویژگی‌های مانند کاسکوها و تاج خروس‌ها متمایز است - گاهی به اشتباه به عنوان «تاج» نامیده می‌شود، که به ترتیب ساختاری استخوانی و گوشتی هستند.
کاکل از پرهای نیمه‌پر تشکیل شده‌است: یک محور بلند با ریشه‌هایی در دو طرف. اینها پرهای پردار هستند، به این معنی که نرم و قابل خم شدن هستند. در پرندگان، این نیم‌پرها در طول سر، گردن و بخش بالایی پشت دیده می‌شود و ممکن است برای شناوری و لرزاندن استفاده شود.
کاکل روی پرندگان عموماً برای اهداف نمایشی استفاده می‌شود. کاکادوها و پسرعموهای کوچکترشان، کاکاتیل‌ها، بخشی از خانواده طوطی کاکاتوییده هستند که در استرالیا، مجمع الجزایر بیسمارک و فیلیپین یافت می‌شوند و احتمالاً شناخته‌شده‌ترین پرندگانی هستند که دارای کاکل هستند. طوطی‌کاکلی و عروس هلندی‌ها دارای کاکل‌هایی هستند که ممکن است به میل خود بالا یا پایین بیاورند. کاکل آنها برای برقراری ارتباط با اعضای دیگر گونه خود، یا به عنوان نوعی دفاع برای ترساندن سایر گونه‌هایی که خیلی به آنها نزدیک می‌شوند، استفاده می‌شود، و وقتی تاج به‌طور ناگهانی و غیرمنتظره بالا می‌رود، آن پرنده بزرگتر به نظر می‌رسد. کاکل‌ها بسته به گونه می‌توانند خوابیده یا برگشتی روبه‌بالا باشند. کاکل دراز خوابیده دارای پرهایی است که صاف هستند و اساساً روی سر دراز می‌کشند تا زمانی که پرنده آنها را تا جایی که افراشته می‌شوند، بیرون بیاورد. به عنوان مثال، طوطی‌کاکلی سفید دارای یک کاکل دراز کشیده‌است. کاکل برگشتی حتی زمانی که به سمت بیرون کشیده نشده‌است قابل توجه است زیرا دارای پرهایی است که هنگام دراز کشیدن در سر نوک آنها به سمت بالا خم می‌شوند و هنگام افراشتن، اغلب کمی به جلو به سمت جلوی سر خم می‌شوند. بسیاری از کاکل‌های سربالا دارای رنگ‌های درخشان نیز هستند. طوطی‌کاکلی گوگرد دارای یک کاکل سربالایی است و طوطی‌کاکلی صورتی (که به عنوان طوطی‌کاکلی Leadbeater هم شناخته می‌شود)، دارای یک کاکل برگشتی برجسته است. برخی از پرندگان، مانند طوطی‌کاکلی سینه‌صورتی، یا کاکادوی سینه‌رزی، کاکل‌های اصلاح شده‌ای دارند که دارای ویژگی‌های هر دو نوع خوابیده و برگشتی است.
بسیاری از گونه‌های پرندگان اهلی دارای پرهای کاکل هستند. این ساختارها دو منشأ دارند: پرورش انتخابی یا جهش. پرهای کاکل در پرندگان اهلی دارای طیف وسیعی از تنوع شکلی در میان گونه‌ها هستند. مکانیسم‌های مولکولی و ژنتیکی که مسئول تشکیل پرهای کاکل در گونه‌های پرندگان اهلی هستند به خوبی شناخته نشده‌است. به این ترتیب، پرهای کاکل به‌طور گسترده در تحقیقات ریخت‌شناسی و سایر رشته‌های زیست‌شناسی مرتبط، به ویژه در مورد گونه‌های اهلی مورد مطالعه قرار می‌گیرند.

## نگارخانه

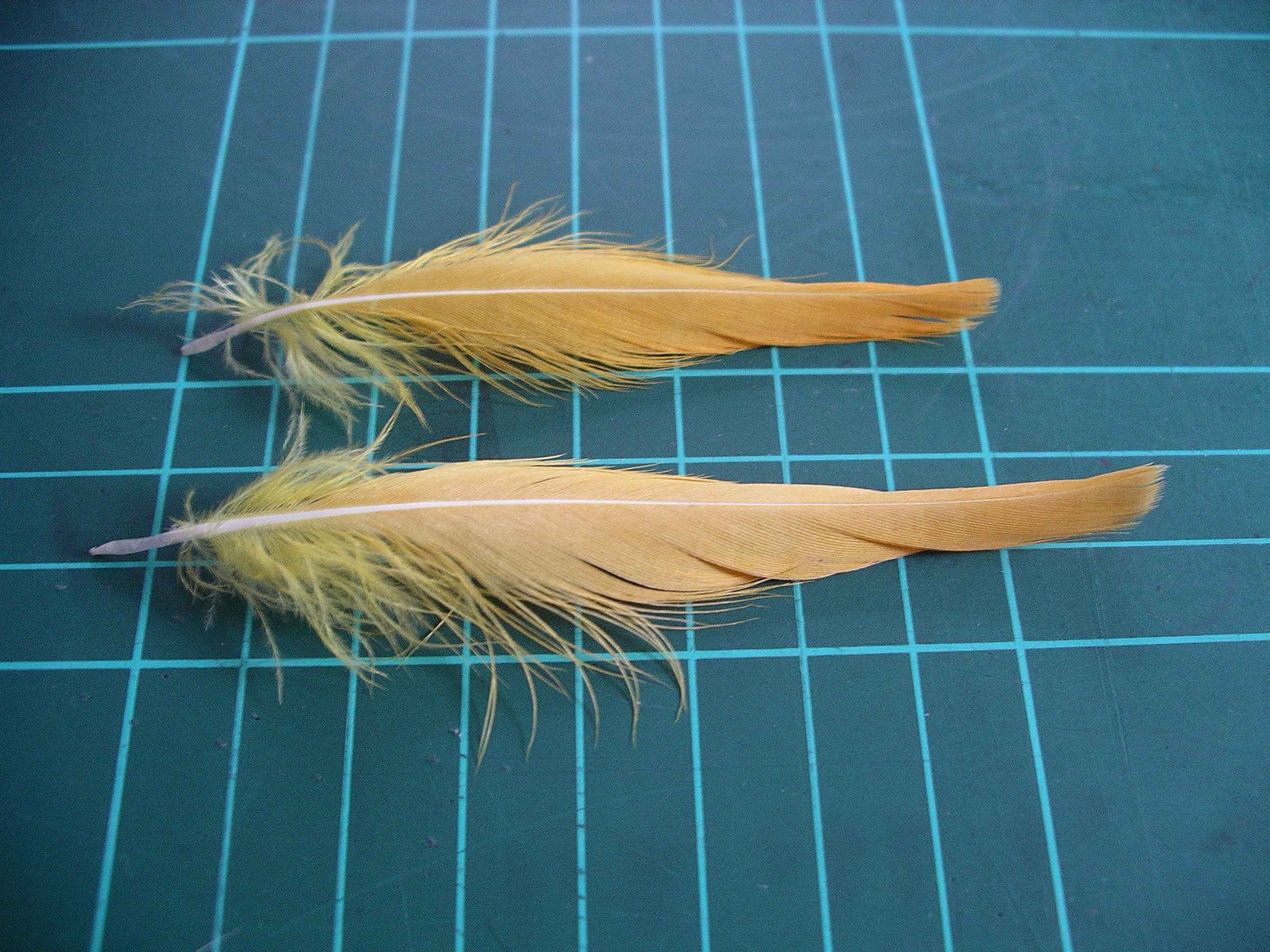
طوطی‌کاکل کاکل‌لیمویی
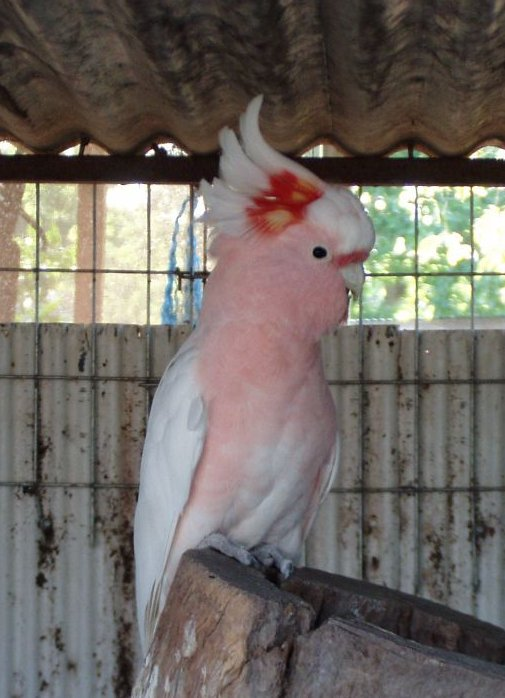
طوطی‌کاکلی صورتی
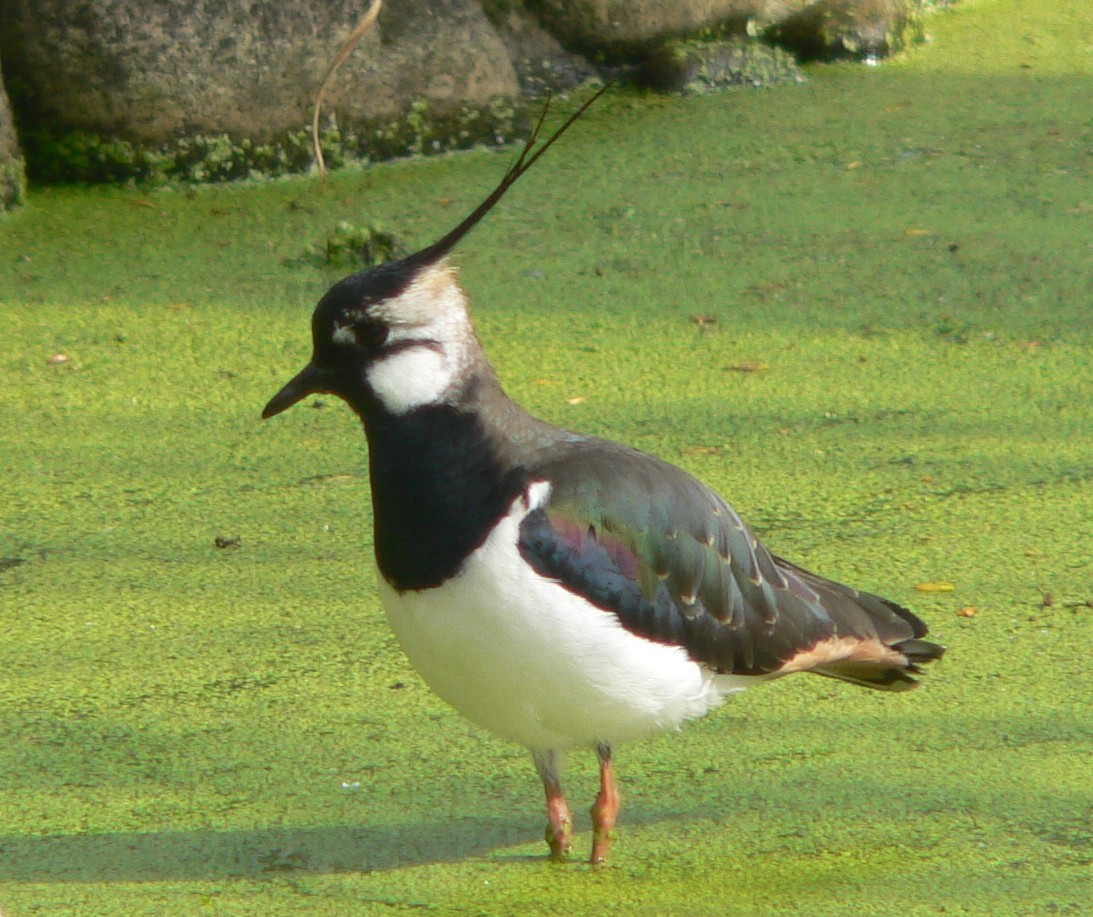
خروس‌کلی شمالی
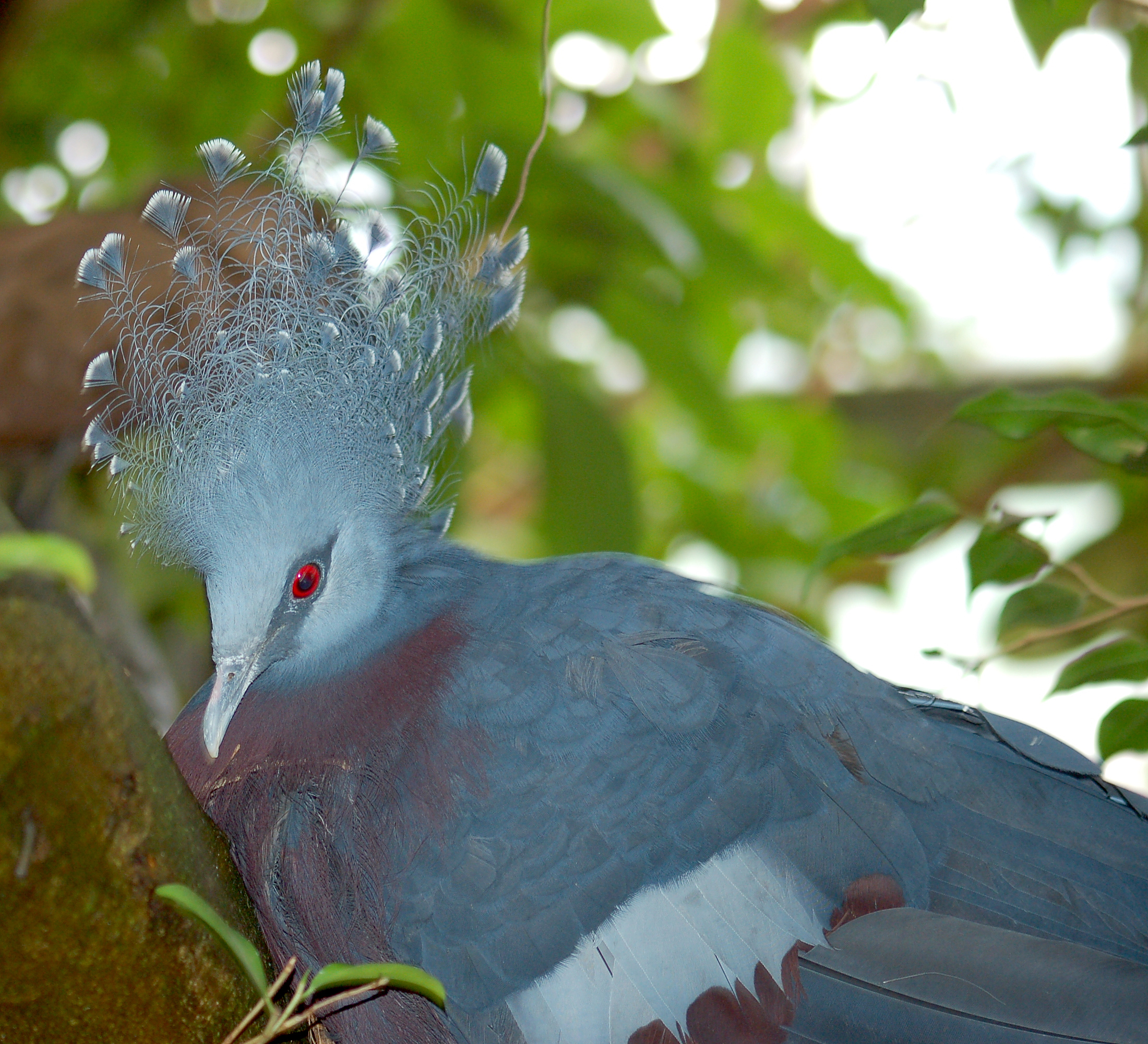
کبوتر تاجدار ویکتوریا
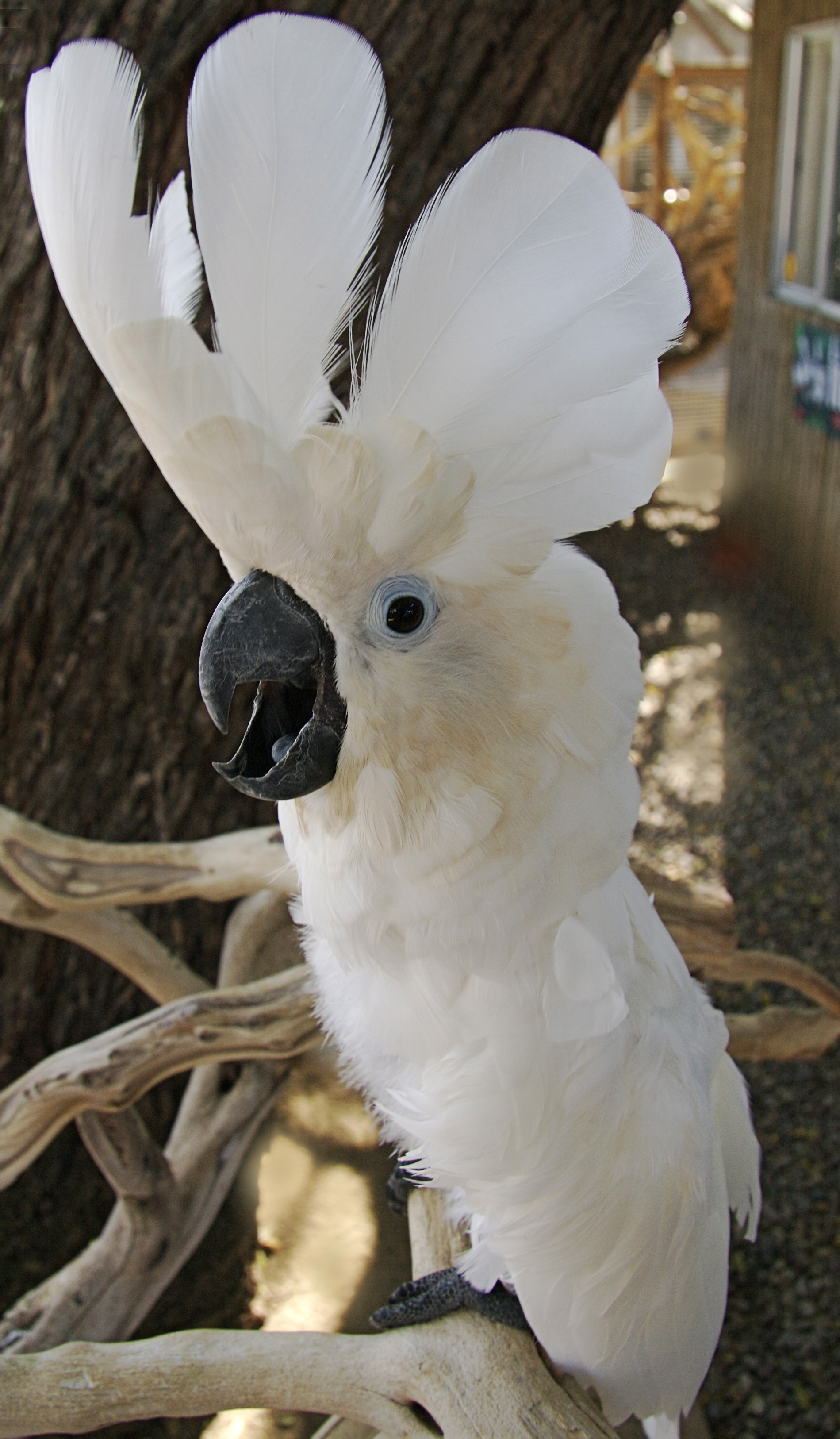
نمایش طوطی‌کاکلی سفید
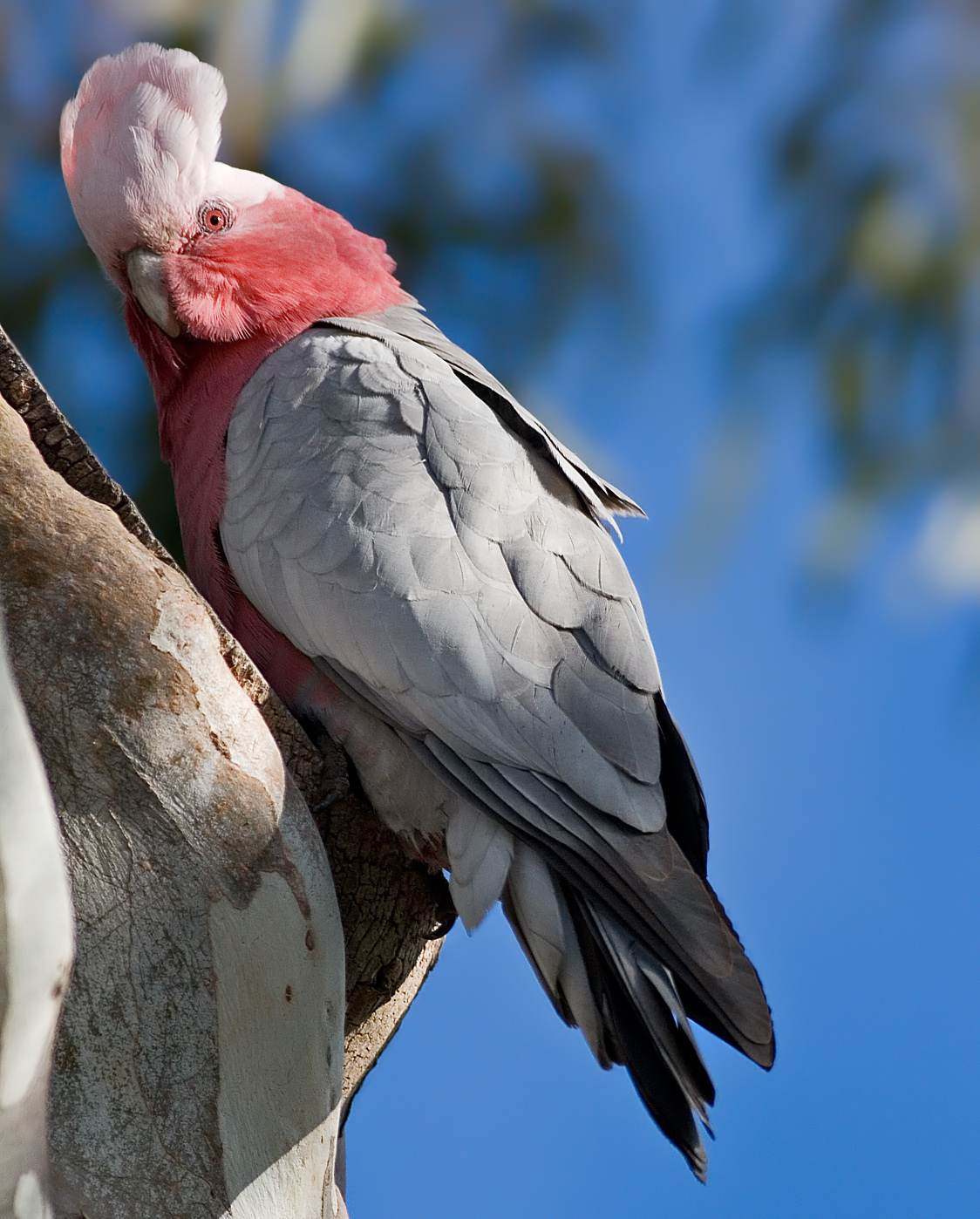
نمایش طوطی‌کاکلی سینه‌صورتی
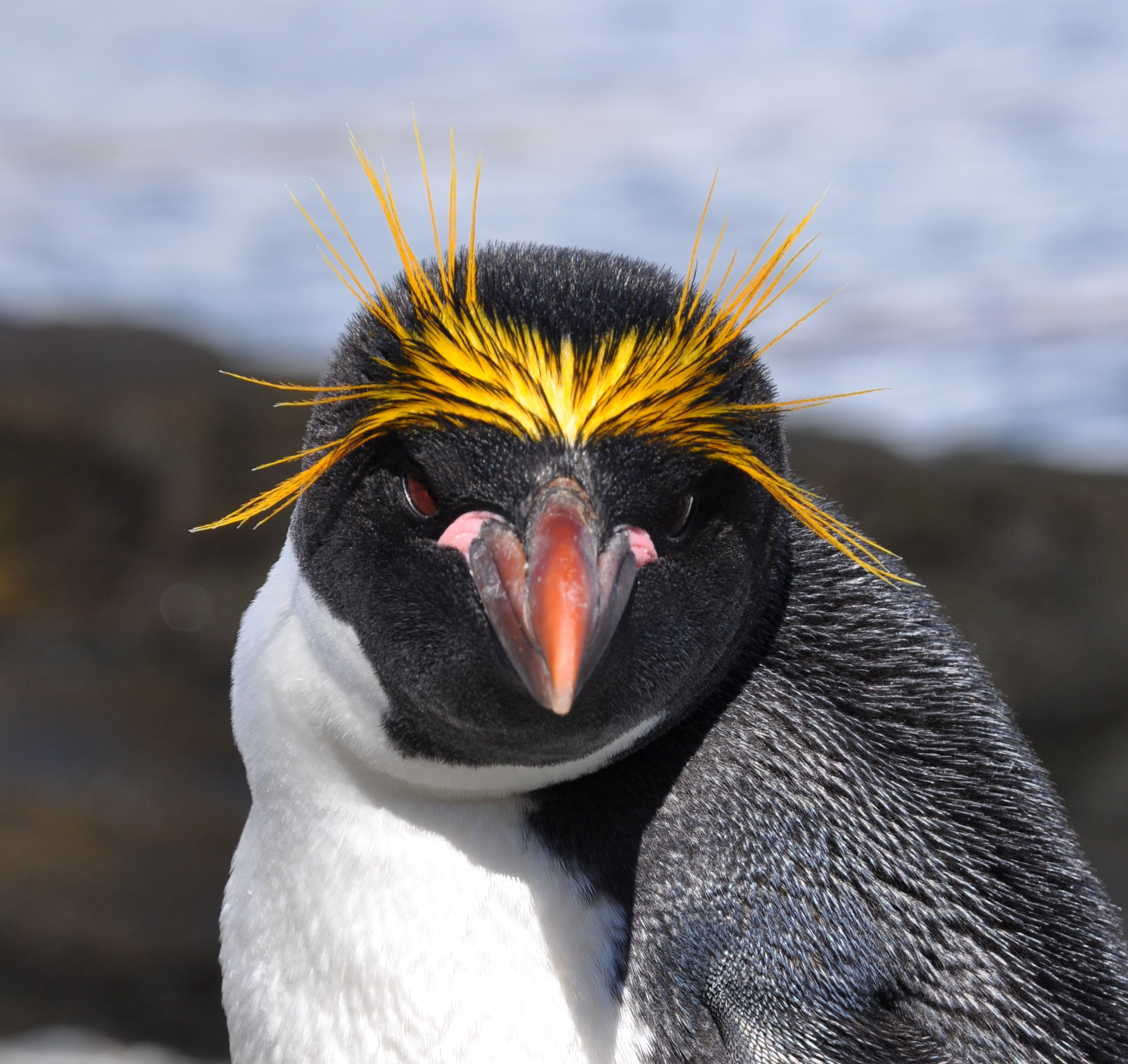
پنگوئن ماکارونی
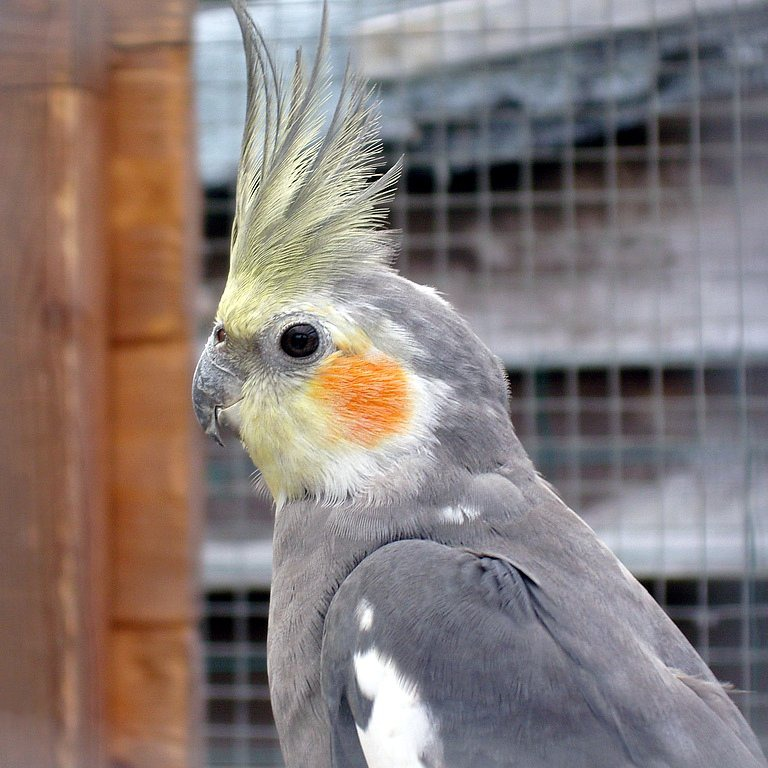
عروس هلندی
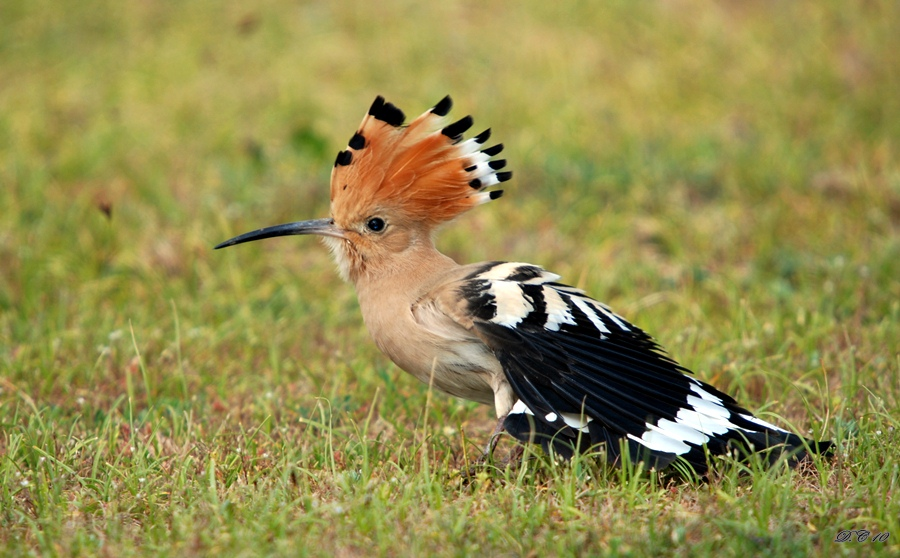
هدهد

## جستارهای بیشتر
- تاج (کالبدشناسی)
- پنگوئن‌های کاکل‌دار
- آویزه گوشتی
- غبغبک